# Kedrostis crassirostrata
Kedrostis crassirostrata är en gurkväxtart som beskrevs av Cornelis Eliza Bertus Bremekamp. Kedrostis crassirostrata ingår i släktet Kedrostis och familjen gurkväxter. Inga underarter finns listade i Catalogue of Life.